# ولایت یاماتو

استان قدیمی یاماتو بر استان نارای امروز منطبق است

ولایت یاماتو (به ژاپنی: 大和国) ولایتی بود در ژاپن که بر استان امروزی نارا در هونشو منطبق است. یاماتو از نام مردمی مشتق شده است که قومیت اصلی ساکنان سرزمین ژاپن را تشکیل می‌دهند. دوره یاماتو در تاریخ ژاپن به اواخر دوره کوفون و دوره آسوکا اشاره دارد.
نبردناو یاماتو، پرچم‌دار ناوگان متحد نیروی دریایی ژاپن در جنگ جهانی دوم، از نام همین سرزمین برگرفته شده‌است.